# Zoo Băneasa

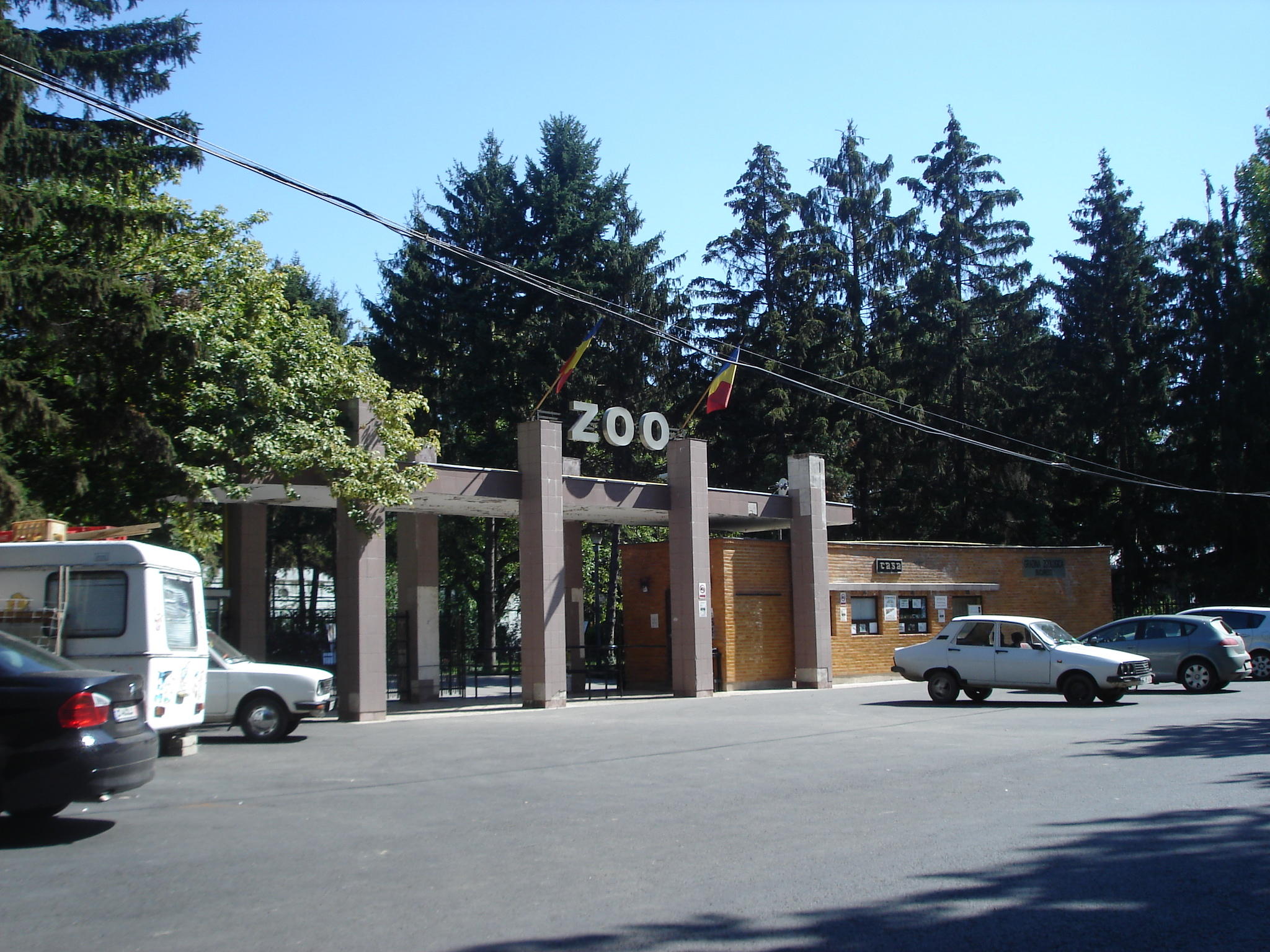
Entrada al Zoo Băneasa (2008)

El zoo de Băneasa és un zoològic de Bucarest, Romania, situat en un districte del nord de la ciutat, anomenat Băneasa. El parc va ser fundat l'any 1955 com a servei de la Secció Municipal de la Llar del Consell Popular de la Capital.
En aquella època, el petit bestiar es va estendre als parcs dels boscos de Cişmigiu, Carol I, Herastrau i Băneasa .
Entre els anys 1955-1959 hi ha una progressiva concentració d'animals al Racó Zoològic de Baneasa, on l'1 de maig de 1959 es va obrir la primera temporada de visites.
Des de 1962, el títol de la institució s'ha convertit en Zoo de Bucarest i el mateix any s'ha inclòs a l'International Yearbook of Zoological Gardens (International Zoo Yearbook, editat per la Society of Zoology de Londres).
El Zoo, amb una superfície total de 5,85 ha, és un equipament públic que manté i exposa col·leccions d'animals vius, salvatges, autòctons i exòtics per aconseguir dos objectius principals: la preservació de la fauna (amb prioritat a les espècies en perill d'extinció); i formació, educació i recreació del públic visitant.